# Džahánšáh
Džahánšáh (persky: جهان شاه; ázerbájdžánsky: Cahanşah; 1397 Choj, nebo 1405 Mardin – 30. října, nebo 11. listopadu 1467 Bingöl) byl vládce Karakojunluské říše v letech 1438–1467. Za jeho vlády říše dosáhla největšího územního rozmachu. Ovládl východní Anatolii, většinu dnešního Iráku, střední Írán a nakonec i Kermán na jihu Íránu. Jeho náhlá vojenská porážka ale vedla k rychlému pádu říše.

## Život
Za vlády jeho bratra Kara Iskandera (1420–1436) se jako potenciální soupeř o trůn necítil v Tabrízu v bezpečí, a tak se uchýlil ke svému druhému bratrovi Ispendovi, který vládl Bagdádu. V roce 1436 s pomocí tímúrovského vládce Šah Rucha bratra sesadil z trůnu a ujal se moci. Vládl nejprve jako vazal Tímúrovců. Korunován byl 19. dubna 1438.
V březnu 1440 napadl s 20 000 vojáky Gruzínské království. Zničil město Samšvilde a vyplenil Tbilisi, pak se vrátil do Tabrízu. 9. června 1446 dobyl Bagdád, vládou tam pověřil svého syna Mirzu Muhammada. Po smrti Šah Rucha v roce 1447 se stal nezávislým vládcem a začal používat tituly sultána a chána. V roce 1452 jmenoval svého syna Pirbudaga vládcem Isfahánu. V létě 1458 postoupil se svými vojsky až k Herátu, ale musel se brzy vrátit zpět kvůli povstání svého syna Hasana Aliho. Ten byl poražen a nějakou dobu držen ve vězení. Záhy se však vzbouřil další syn Pirbudag, ke kterému se brzy přidal Hasan Ali. I Pirbudag byl poražen, ale na žádost své matky byl ušetřen a nahrazen svým bratrem Mirzou Jusufem. Pirbudag byl poslán vládnout Bagdádu, další syn Kásim beg se stal vládcem Kermánu a Hasan Ali byl znovu uvězněn. Pirbudag se znovu vzbouřil, byl znovu poražen (1464) a popraven svým bratrem Mirzou Muhammadem.
Od roku 1447 vedl Džahánšáh válku s tradičním nepřítelem, Akkojunluskou říší. Zpočátku byl úspěšný, ale konflikt s jejím vládcem Uzunem Hasanem, který si zajistil podporu Tímúrovců a dohodl se s nimi na rozdělení Íránu, se mu stal nakonec osudným. V bitvě u Čapačkuru, jež se odehrála 30. října nebo 11. listopadu 1467, byl zaskočen náhlým Uzunovým útokem a utrpěl drtivou porážku. Sám zemřel na útěku, jeho synové Mirza Jusuf a Mirza Muhammad byli zajati. Na trůn byl dosazen jeho syn Hasan Ali, ale již za rok byl zavražděn a bylo jasné, že Karakojunluská říše byla de facto pohlcena Akkojunluskou.
Džahánšáh psal i poezii. Dle tradice holdoval jídlu a pití alkoholu. Pohřben byl v Modré mešitě v Tabrízu.